# LA・LA・LA LOVE SONG 〜ここから始まる恋物語〜
「LA・LA・LA LOVE SONG 〜ここから始まる恋物語〜」（ラ・ラ・ラ・ラブ・ソング 〜ここからはじまるこいものがたり〜）はRSP with DA BUBBLE GUM BROTHERSのコラボレーション・シングル。2008年12月10日発売。RSPとしては5枚目。

## 概要
本作は久保田利伸 with ナオミ・キャンベルの「LA・LA・LA LOVE SONG」をカバーした楽曲で、バブルガム・ブラザーズがゲスト参加した。
DVD付初回限定盤と通常盤の2形態で発売。
DVDには「LA・LA・LA LOVE SONG 〜ここから始まる恋物語〜」のミュージック・ビデオを収録している。

## 収録曲

### CD
1. LA・LA・LA LOVE SONG 〜ここから始まる恋物語〜
  - 作詞・作曲：久保田利伸／編曲：DJ TAKI-SHIT
  - CX系「バニラ気分! GOGOサタ」テーマ・ソング
2. 片想いだっていいんじゃない? 
  - 作詞・作曲：YOSROMANTIC／編曲：村山晋一郎
3. Memories 
  - 作詞：RSP／作曲・編曲：板垣祐介
4. LA・LA・LA LOVE SONG 〜ここから始まる恋物語〜（Instrumental）

### DVD
1. LA・LA・LA LOVE SONG 〜ここから始まる恋物語〜（ミュージック・ビデオ）